# Dungeons & Dragons: Honor Among Thieves
Dungeons & Dragons: Honor Among Thieves is een fantasy-avonturenfilm uit 2023, geregisseerd door Jonathan Goldstein en John Francis Daley, die samen met Michael Gilio het scenario schreven naar een verhaal van Chris McKay en Gilio. De film is gebaseerd op het rollenspel Dungeons & Dragons. Het verhaal speelt zich af in de Forgotten Realms-campagnesetting en heeft geen verband met de filmtrilogie die tussen 2000 en 2012 is uitgebracht.
De hoofdrollen worden vertolkt door Chris Pine, Michelle Rodriguez, Regé-Jean Page, Justice Smith, Sophia Lillis en Hugh Grant.

## Verhaal
De ooit getalenteerde bard en bekwame dief Edgin Darvis is net uit de gevangenis ontsnapt met de barbaar Holga Kilgore. Edgin heeft een nieuw plan als zijn geliefde vrouw is vermoord en hun dochter Kira door de slechterik Forge Fitzwilliam is overtuigd dat hij een betere vader voor haar kan zijn.
De "Tablet of Reawakening", een relikwie waarvan wordt gezegd dat het de doden weer tot leven wekt, zou ook de overledenen bij hen terug kunnen brengen. Edgin en Holga gaan op zoek naar het relikwie en rekruteren hun vriend Simon Aumar, een tovenaar en een nieuwe bondgenoot, Doric, een druïde en gedaanteverwisselaar.
De edelman Xenk Yendar helpt met het plan om het artefact te stelen dat verborgen is in een kluis onder de stad, terwijl de magiër Sofina de schurk en de nieuwe heer Forge Fitzwilliam ondersteunt.

## Rolverdeling
| Acteur             | Personage         |
| ------------------ | ----------------- |
| Chris Pine         | Edgin Darvis      |
| Michelle Rodriguez | Holga Kilgore     |
| Regé-Jean Page     | Xenk Yendar       |
| Justice Smith      | Simon Aumar       |
| Sophia Lillis      | Doric             |
| Hugh Grant         | Forge Fitzwilliam |
| Chloe Coleman      | Kira Darvis       |
| Daisy Head         | Sofina            |
| Jason Wong         | Dralas            |

## Release
De film ging in première op 10 maart 2023 op het festival South by Southwest en werd op 31 maart 2023 uitgebracht in de Verenigde Staten.

## Ontvangst
Op Rotten Tomatoes heeft Dungeons & Dragons: Honor Among Thieves een waarde van 91% en een gemiddelde score van 7,4/10, gebaseerd op 211 recensies. Op Metacritic heeft de film een gemiddelde score van 70/100, gebaseerd op 47 recensies.

## Prijzen en nominaties
| Jaar | Prijs              | Categorie                  | Genomineerde(n)                         | Uitslag     |
| ---- | ------------------ | -------------------------- | --------------------------------------- | ----------- |
| 2023 | South by Southwest | Publieksprijs (Headliners) | John Francis Daley & Jonathan Goldstein | Genomineerd |